# Isole Vestmann
Le Isole Vestmann, in lingua islandese Vestmannaeyjar, sono un piccolo arcipelago al largo della costa meridionale dell'Islanda. Solo la maggiore, Heimaey, è abitabile e abitata.

## Storia
Nonostante le isolette siano una trascurabile entità geografica esse sono al centro del racconto, registrato nel Landnámabók, della prima colonizzazione stabile dell'Islanda. Narra infatti il Landnamábok che il primo colonizzatore scandinavo, Ingólfur Arnarson, mentre ricercava un punto adatto per insediarsi, intorno all'anno 840, ritrovò invece il cadavere di suo fratello Hjörleifur, che si era nel frattempo insediato sulla costa sud ed era stato ucciso dai suoi schiavi irlandesi, da lui crudelmente maltrattati. Gli irlandesi, abitatori dell'isola più occidentale nota agli scandinavi, erano detti Vestmannya (uomini dell'ovest). In cerca dei fuggiaschi, Ingólfur li raggiunse e uccise ad uno ad uno nelle isole che da loro trassero il nome. Anche alcuni toponimi minori dell'isola sarebbero originati dai nomi degli irlandesi che vi furono uccisi, come ad esempio Dufþekja, sul monte Heimaklettur, la massima "cima" dell'isola Heimaey (283 m), deve il suo nome dallo schiavo Dufþakur. 
Nel 1627 l'isola fu severamente colpita da una incursione di pirati barbareschi, che razziarono beni e presero molti prigionieri da vendere schiavi nei mercati del mediterraneo. Celebre l'avventura di Guðríður Símonardóttir, che venduta schiava in Algeria riuscì a farsi strada attraverso Tunisia, Italia, sino in Danimarca (l'Islanda era allora territorio danese).

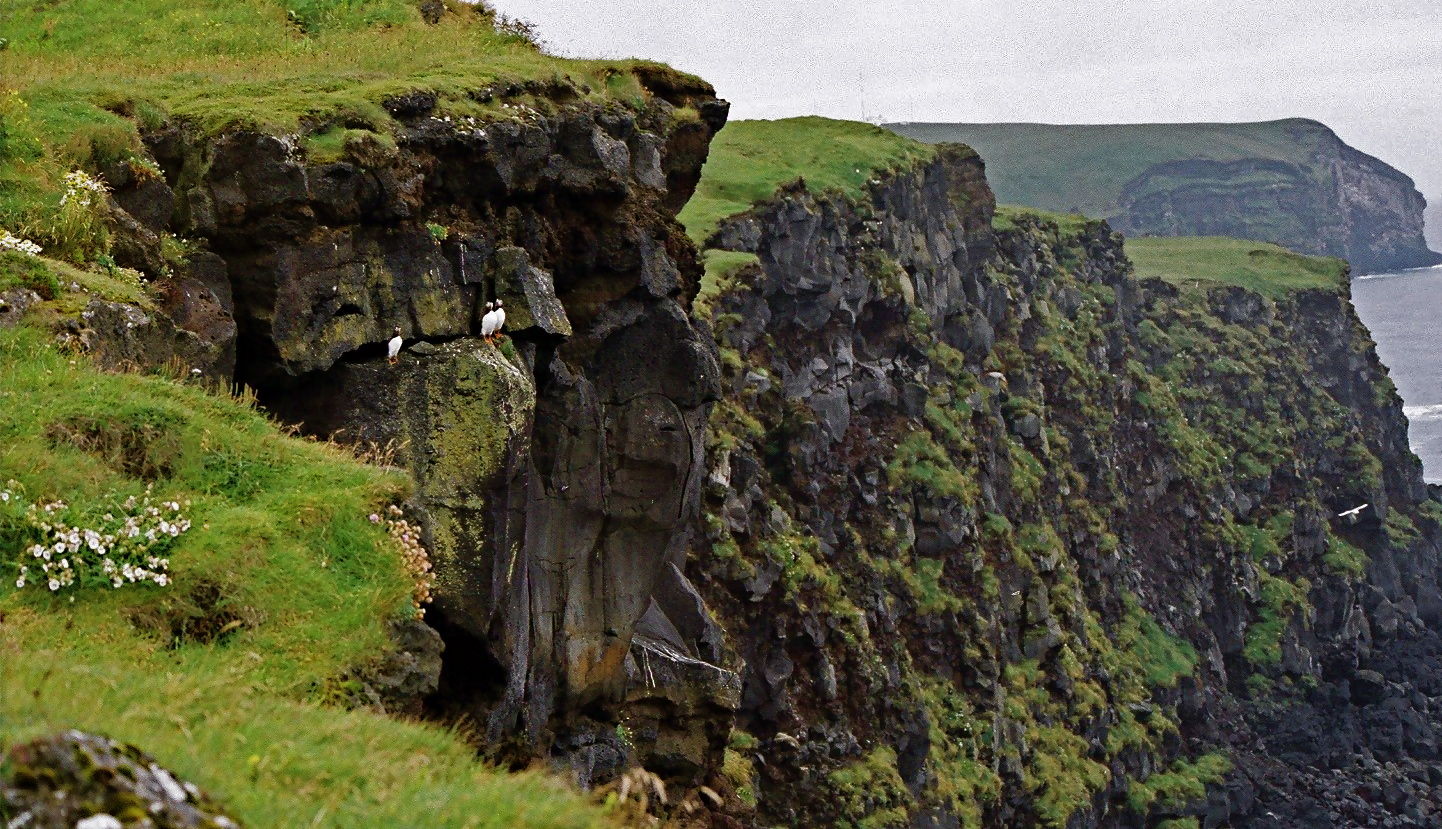
Le scogliere su cui nidificano gli uccelli

L'ultimo evento di rilievo nella storia delle isole fu l'eruzione del 1973 del monte Eldfell. L'isola dovette essere evacuata e si dovette gettare acqua di mare sulla colata lavica per deviare il suo corso, che avrebbe potuto distruggere il porto peschereccio, unica ragione di vita per l'arcipelago. Il porto fu salvato ma la maggior parte delle abitazioni andò distrutta.

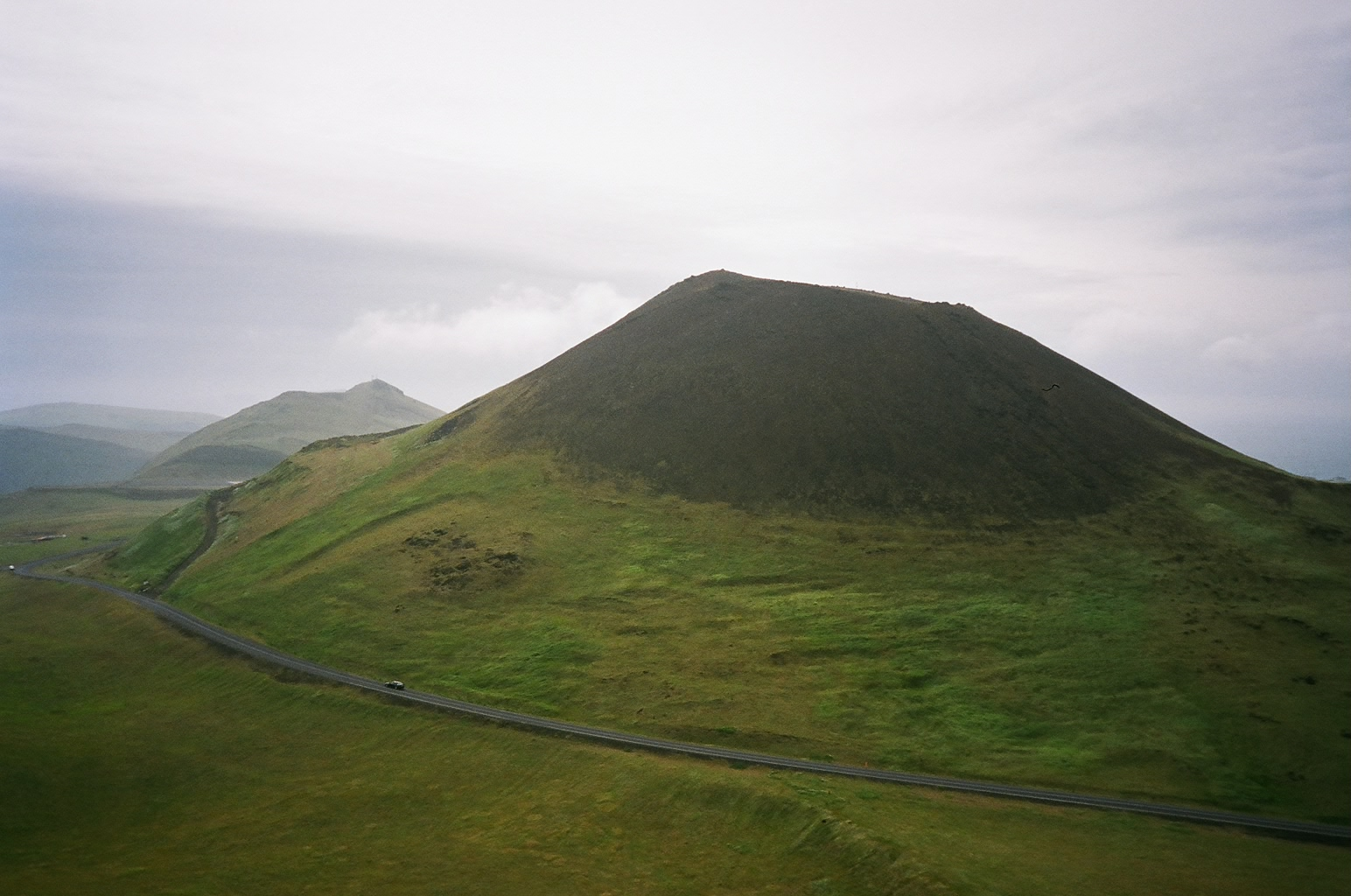
Il cono del vulcano Helgafell

## Isole
- Heimaey (13.4 km²)
- Surtsey (1.4 km²)
- Elliðaey (0.45 km²)
- Bjarnarey (0.32 km²)
- Álsey (0.25 km²)
- Suðurey (0.20 km²)
- Brandur (0.1 km²)
- Hellisey (0.1 km²)
- Súlnasker (0.03 km²)
- Geldungur (0.02 km²)
- Geirfuglasker (0.02 km²)
- Le Smáeyjar ("isole piccole"): Hani, Hæna, Hrauney e lo scoglio Grasleysa